# Charles Minlend
Charles Minlend (Yaoundé, 15 maggio 1973) è un ex cestista camerunese con cittadinanza canadese.

## Palmarès

### Individuale
- Ligat ha'Al MVP: 1

Maccabi Giv'at Shmuel: 2002-03